# Dummers Krieg
Der Dummers Krieg oder Dummer’s War (1722–1727) gehört zu den Kolonialkriegen zwischen England und Frankreich im nordöstlichen Nordamerika, bei denen es um die Vorherrschaft in dieser Region ging. Der Name stammt vom Gouverneur William Dummer in Massachusetts, nach dem auch ein 1724 erbautes Fort in Vermont benannt worden war.
Um 1717 wuchsen die englischen Siedlungen im nördlichen Neuengland und beanspruchten immer mehr indianisches Land. Viele der französischen Missionare wollten die Rechte der konvertierten Indianer und Frankreichs verteidigen und ermutigten die Abenaki, den Kampf um ihr Land wieder aufzunehmen. Der Wortführer der Jesuiten war Pater Sébastien Rasles. Verhandlungen zwischen den Briten und Abenaki 1717 und 1719 führten zu keinem Ergebnis und nach mehreren Ausbrüchen von Gewalt zwischen Abenaki und englischen Siedlern erklärte Gouverneur Samuel Shuttle den Abenaki 1722 den Krieg, der als Dummer’s War, Lovewells Krieg, Pater Rasles Krieg oder Gray Locks Krieg, bekannt werden und fünf Jahre lang dauern sollte. Im Jahre 1724 griff eine Truppe der Kolonisten unter Captain Jeremiah Moultan Norridgewock in Maine an, ein Dorf der Östlichen Abenaki am oberen Kennebec River, brannte es nieder, tötete Pater Rasles und verstümmelte seinen Leichnam. Obwohl die Franzosen sich nicht direkt am Krieg beteiligten, waren ihre Sympathien eindeutig aufseiten der Abenaki, und die Reaktionen auf die Umstände von Rasles Tod verursachten beinahe eine offene Rebellion unter der französischen Bevölkerung. Nur 150 Kennebec-Flüchtlinge aus Norridgewock schafften die Flucht in das sichere Neufrankreich.
Im Dummers Krieg wurden von den Behörden erstmals Skalpprämien ausgesetzt. So bezahlte man für einen Abenaki-Skalp 100 Dollar, die nach heutigem Geld umgerechnet etwa 15.000 Euro entsprechen würden. Nachdem auch die Pigwacket im folgenden Frühling geschlagen waren, brach der Widerstand der Abenaki in Maine zusammen. Im Dezember unterzeichneten sie einen Friedensvertrag mit Massachusetts.
Allerdings ging der Konflikt mit den Westlichen Abenaki, der auch Gray Locks Krieg genannt wird, noch zwei Jahre lang weiter. Ein Häuptling der Pocumtuc namens Gray Lock hatte nach dem King Philip’s War Zuflucht in Schaghticoke in New York gefunden. Er war als junger Mann von weißen Siedlern im westlichen Massachusetts verwundet worden und hasste sie seitdem. Er verließ Schaghticook und ging zu den Westlichen Abenaki nach Missisquoi. Nach dem Ausbruch des Krieges wurde er 1722 Kriegshäuptling und aufgrund seiner erfolgreichen Überfälle gegen Siedlungen der Kolonisten im Tal des Connecticut River hatte er großen Zulauf. Die Engländer waren nicht in der Lage, ihn in seinem Versteck in der Nähe von Missisquoi aufzuspüren und ersuchten die Irokesen um Hilfe. Diese lehnten ab und boten dagegen eine Vermittlerrolle an.
Nachdem der Krieg in Maine 1725 mit der Niederlage der Östlichen Abenaki und dem Friedensvertrag beendet war, sandte Massachusetts im Herbst Geschenke und ein Friedensangebot an Gray Lock, die Antwort kam jedoch in Form von weiteren Überfällen. Die Regierung in New York, die Irokesen und Penobscot unternahmen Vermittlungsversuche, Gray Lock aber ignorierte sie alle. Den Penobscot gelang es schließlich, dass die kanadischen Abenaki in Bécancour und Saint-François-du-Lac Frieden mit Neuengland schlossen. Gray Lock war nachweislich nicht anwesend, als der Friedensvertrag im Juli 1727 in Montreal unterzeichnet wurde. Kurz darauf beendete er den Krieg, ohne jemals einen Vertrag mit den Engländern abzuschließen. Gray Lock wurde 70 Jahre alt und der höchste Berg Massachusetts trägt heute seinen Namen.
Siehe auch: Zeittafel der Indianerkriege